# Coroa do Reino da Polônia

A bandeira de Sigismund III.

Coroa do Reino da Polônia, ou simplesmente Coroa (em polonês/polaco: Korona) é um nome arcaico, usado nos tempos do Reino da Polônia até o fim da República das Duas Nações em 1795, para os territórios sob a administração direta da Polônia, os distinguindo dos territórios federados do Grão-Ducado da Lituânia ou territórios vassalos como o Ducado da Prússia ou Ducado da Curlândia, que tinham graus variados de autonomia.
Antes da União de Lublin (1569), os territórios da Coroa podiam ser entendidos como os territórios da própria Polônia, habitados por poloneses e sob a administração polonesa. Contudo, depois da União de Lublin, a maior parte da atual Ucrânia (que possuía um número insignificante de poloneses) que era até então controlada pela Lituânia, passou para a administração polonesa, tornando-se também um território da Coroa da Polônia.
Um dos termos contemporâneos para polonês são koroniarz (em polonês/polaco: koroniarz; lit. polonês) e koroniarze (em polonês/polaco: koroniarze; lit. poloneses), derivados da palavra Korona.
Dependendo do contexto, este termo pode também se referir A Coroa, o termo empregado para separar a autoridade governamental e propriedade do governo da influência pessoal e privilégios particulares mantidos pelo atual monarca da República das Duas Nações. Na República, que freqüentemente procurou distinguir entre as pessoas leais ao rei eleito (os realistas), das pessoas leais aos poderosos magnatas.

## Voivodias da Coroa
A Coroa foi dividida em duas províncias: Pequena Polônia (polonês: Małopolska) e Grande Polônia (polonês: Wielkopolska) que foram mais tarde divididas em unidades administrativas conhecidas por voivodias.

### Voivodias daGrande Polônia

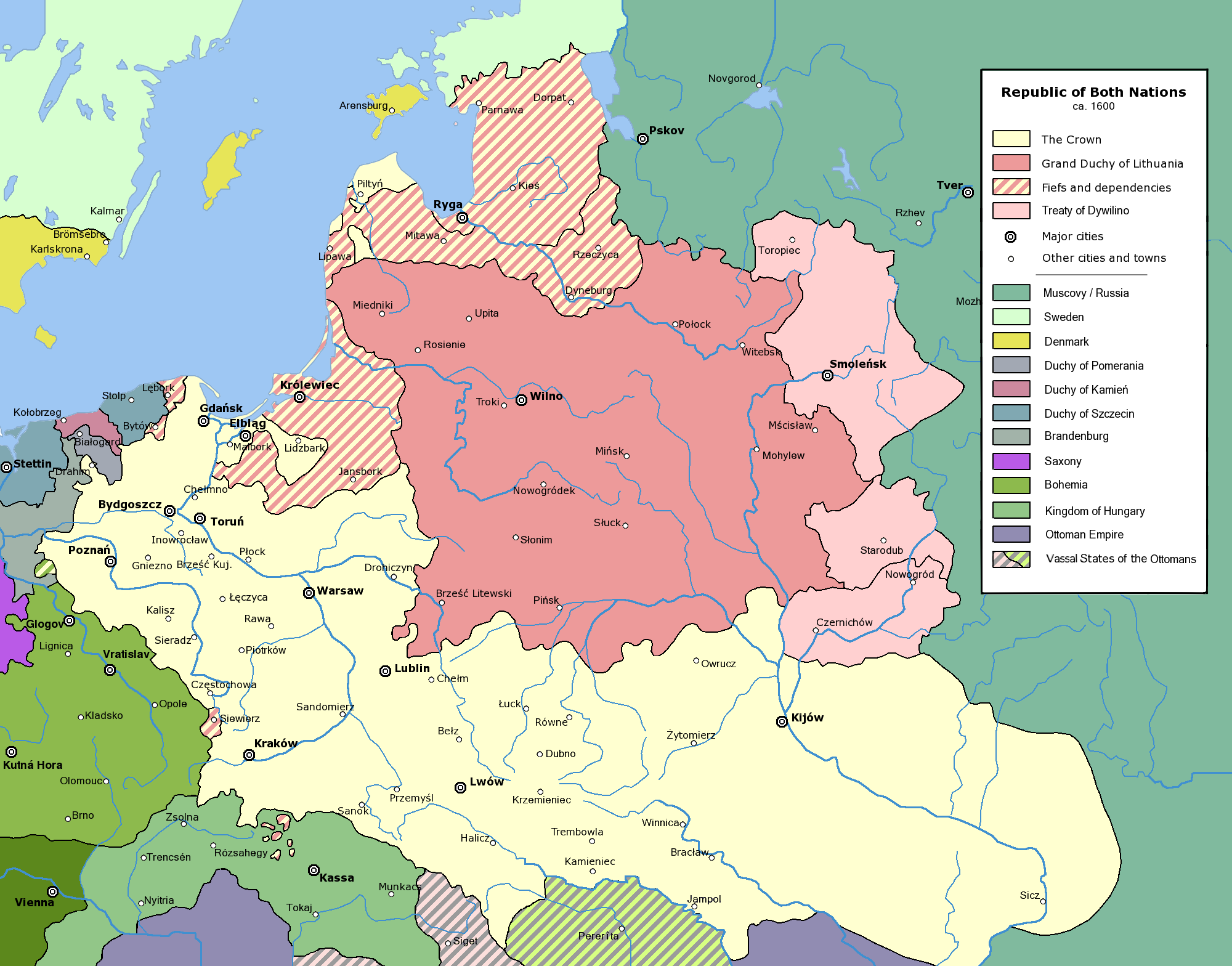
Mapa mostrando as voivodias da República das Duas Nações por volta da década de 1620. Os territórios da Coroa estão marcados em amarelo.

- Voivodia de Poznań (województwo poznańskie, Poznań)
- Voivodia de Kalisz (województwo kaliskie, Kalisz)
- Voivodia de Gniezno (województwo gnieźnieńskie, Gniezno) a partir de 1768
- Voivodia de Sieradz (województwo sieradzkie, Sieradz)
- Voivodia de Łęczyca (województwo łęczyckie, Łęczyca)
- Voivodia de Brześć Kujawski (województwo brzesko-kujawskie, Brześć Kujawski)
- Voivodia de Inowrocław (województwo inowrocławskie, Inowrocław)
- Voivodia de Chełmno (województwo chełmińskie, Chełmno)
- Voivodia de Malbork (województwo malborskie, Malbork)
- Voivodia da Pomerânia (województwo pomorskie, Gdańsk)
- Ducado de Vármia (Księstwo Warmińskie, Lidzbark Warmiński)
- Ducado da Prússia (Księstwo Pruskie, Lidzbark Warmiński)
- Voivodia de Płock (województwo płockie, Płock)
- Voivodia de Rawa (województwo rawskie, Rawa Mazowiecka)
- Voivodia da Mazóvia (województwo mazowieckie, Varsóvia)

#### Voivodias daPequena Polônia
- Voivodia de Cracóvia (województwo krakowskie, Cracóvia)
- Voivodia de Sandomierz (województwo sandomierskie, Sandomierz)
- Voivodia de Lublin (województwo lubelskie, Lublin)
- Voivodia da Podláquia (województwo podlaskie, Drohiczyn)
- Voivodia da Rutênia (województwo ruskie, Lwów)
- Voivodia de Bełz (województwo bełzkie, Bełz)
- Voivodia da Volínia (województwo wołyńskie, Łuck)
- Voivodia de Podole (województwo podolskie, Kamieniec Podolski)
- Voivodia de Bracław (województwo bracławskie, Bracław)
- Voivodia de Quieve (województwo kijowskie, Quieve)
- Voivodia de Czernihów (województwo czernichowskie, Czernihów)